# Чокоанские языки
Чокоа́нские языки (языки чоко́; Chocoan, Chocó, Chokó) — небольшая семья южноамериканских индейских языков, распространённых в Колумбии и Панаме. Общее число говорящих ок. 66 тыс. чел. (оценка на конец 1990-х гг.).

## Классификация
Включает 10 (?) языков:
A. группа эмбера́ (собственно чоко, чоло)
1. южный эмбера́: эмбера-тадо, эмбера-чами
2. северный эмбера́
3. воун-меу (ваун-мео, ваумео, ноанама, ваунана, уаунана)
Возможно, также вымершие языки:
4. ансерма (†)
5. арма (†) ???
6. куэва (†) ???
7. каука (†) ???
8. синуфана  (сену, сенуфана) (†) ???
9. кимбая (кимбайя) (†) ???
10. караманта (†) ???
11. руна (†) ???
От языка кимбая сохранилось лишь 8 слов. 

## Внешние связи
Разными исследователями чокоанские языки включались в разные гипотетические макросемьи:
- М. Сводеш включал их в языки макро-леко
- Антонио Товар, Хорхе А. Суарес и Роберт Ганн (Robert Gunn): родственны карибским языкам
- Честмир Лоукотка (1944): южный эмбера возможно родственны паэсскомуязыку, ноанама аравакским
- Paul Rivet и Лоукотка (1950): карибские языки
- Констенла Уманья и Мархери Пенья: возможно родственны чибчанским
- Джозеф Гринберг включал в т.н. ядерно-паэсскую макросемью, в рамках которой сближал их с паэсским и барбакоанскими языками